# Universidad Nacional de Colombia sede Orinoquia
En el año 1996, fue creada la Sede Arauca de la Universidad Nacional de Colombia, mediante Acuerdo 40 de 1996 del Consejo Superior Universitario.  Así mismo, a través del Acuerdo 24 de 1997, modificado por el Acuerdo 16 de 2009 del Consejo Superior Universitario se creó el Instituto de Estudios de la Orinoquia.  En concordancia con lo dispuesto en el Estatuto General de la Universidad (Acuerdo 011 de 2005) se transformó la Sede Arauca,  en Sede de Presencia Nacional de Orinoquia,  a través de la cual la Universidad Nacional de Colombia se propuso garantizar su presencia en una zona estratégica para el desarrollo económico, político y social del país y consolidar su trayectoria académica e investigativa en la región de la Orinoquia, dentro del proyecto de reconocimiento y presencia en las fronteras nacionales, geográficas y culturales y de construcción de la unidad nacional.
Desde su creación, la Sede de Presencia Nacional de Orinoquia, ha desarrollado tres tipos de formación en programas de pregrado.  La primera, cohortes de programas completos: Enfermería, Ingeniería Ambiental  e Ingeniería Agronómica.  La segunda, un programa especial de admisión denominado de ingreso por áreas, que consistió en la realización de un semestre de fundamentación y posteriormente la admisión a un área del conocimiento.  Las áreas del conocimiento contempladas fueron ciencias e ingeniería.  La tercera, consiste en un programa especial de admisión y movilidad académica – PEAMA, el cual permite la admisión semestral a la Universidad Nacional de Colombia de jóvenes residentes en los departamentos Arauca, Casanare, Guaviare, Guainía y Vichada. El municipio de Cubará - Boyacá, y los corregimientos de Samore y Gibraltar ambos del municipio de Toledo en Norte de Santander a  setenta y tres (73) programas curriculares de las Sedes Bogotá, Medellín, Manizales y Palmira.
La oferta de programas de posgrado ha estado orientada a la demanda de profesionales  y se han ofertado a través de convenio con otras Sedes de la Universidad Nacional.
La Investigación se ha desarrollado a través de diferentes modalidades, permitiendo la articulación de esta con los programas de pregrado y posgrado desarrollados por la Sede en convenio de cooperación, el acceso a recursos de cofinanciación  e iniciativas de docentes vinculados a la Sede.
A partir del año 2009 la investigación se fortaleció mediante la apertura de convocatorias de investigación. Esas convocatorias permitieron la  ejecución de proyectos de investigación a través de  cofinanciación, la movilidad de estudiantes y profesores con fines investigativos, la vinculación de grupos de investigación de otras Sedes de la Universidad para desarrollo de proyectos en temas de la Orinoquia, la creación y fortalecimiento de semilleros de investigación y el desarrollo de actividades encaminadas a promover la divulgación de los resultados de investigación obtenidos en la comunidad llanera, académica y científica a nivel regional y nacional.
La Extensión en la Sede se ha desarrollado en diferentes modalidades, entre las que se encuentran, Servicios Académicos, Educación Continua, Servicios  de Educación, Extensión Solidaria, Prácticas y Pasantías.
Durante los últimos años se hecho especial énfasis en los Servicios de Educación a través del laboratorio de la Sede y la Educación Continua con la realización de  congresos, seminarios, talleres y conferencias. 
Desde el año 2005, la sede cuenta con el Laboratorio de Suelos, Aguas y Foliares, único en el departamento y el  segundo en la Orinoquia; un soporte al desarrollo de la investigación y la extensión como herramienta de tecnificación  para el sector productivo, espacio que se complementa con la Granja Experimental El Cairo, proyectada como un modelo agropecuario autosostenible para la región.
El apoyo a la misión institucional  se ha fundamentado en el fortalecimiento de la infraestructura física y tecnológica, contando con canal de comunicaciones para servicio de videoconferencia, voz sobre IP, canal WAN, acceso a sistemas de información propios, dos salas de sistemas, aulas de clase, biblioteca con acceso a todos los servicios del Sistema Nacional de Bibliotecas (SINAB), laboratorios para la docencia y espacios de bienestar.

PEAMA